# Reinald Valkenburški
Reinald (tudi Reinoud) Valkenburški (Valkenburg ok. 1283  - Monschau, 15. julij 1333 ) je bil srednjeveški vitez iz plemiške rodbine Valkenburških-Heinsberških. Med drugim je bil gospod Valkenburški in Monschauski - Bütgenbachenski ter šerif Aachna. Njegovo vladavino je zaznamoval dolg niz oboroženih spopadov in postopen prevzem oblasti s strani Brabanta nad deželo Valkenburg.

## Biografija

### Rojstvo in dedovanje
Reinald se je rodil kot drugi sin Walrama Rdečega Valkenburškega in Filipe Gelderske. Ime je verjetno dobil po materinem bratu Reinaldu I. Gelderskem.
Po smrti Walrama Rdečega leta 1302 je bilo njegovo premoženje razdeljeno med njegove štiri otroke. Najstarejši sin, Ditrih III., je prejel deželo Valkenburg, medtem ko je Reinald prejel manjši Monschau (Montjoie). Ko pa je Ditrih umrl le tri leta po očetu 16. julija 1305, neporočen in brez potomcev, je Reinald postal tudi gospod Valkenburški.
Častni govor Reinalda je bil vključen v impresivno serijo Gelderske grbovne knjige. Častni govori so kratke pesmi, v katerih glasnik s podobo njegovega grba podaja pregled častnih podvigov v življenju viteza.

### Spori z Aachnom in Kölnom
Takoj ko je Reinald postal gospod Valkenburški, je šel po stopinjah svojega očeta in brata in leta 1305 pridobil meščanstvo mesta Köln ter skupno šerifovo pisarno (Schultheiss ) in mesto podvogta mesta Aachen (za plačilo 400 srebrnih mark leta 1306). Reinald si je z Gerardom VII. Jülichškim delil donosno šerifsko pisarno v Aachnu. Skupaj so postavili namestnika (villicus), ki je opravljal tekoče vodenje in katerega naloga je bila pobiranje davkov. To je leta 1310 pripeljalo do spopada z meščani Aachna. Prebivalci Aachna so oplenili opatijo Kornelimünster, ker so sumili, da se je opat Arnold I. Molenarški postavil na stran gospodov Valkenburških in Jülichških. Opat se je nato obrnil na kralja Henrika VII., ki je odredil preiskavo kölnskega nadškofa in brabantskega vojvode, ki sta nato razsodila proti državljanom Aachna. Namestnik se je obdržal in Reinald je prejel letni znesek 300 mark, ki ga je bilo mogoče odkupiti z enkratnim zneskom 3000 mark. 14. novembra 1310 je bila podpisana mirovna pogodba med Reinaldom in mestom Aachen. Istega leta je Reinald potrdil svoboščine mesta Sittard.
Leta 1311 je nesoglasje s kölnskim nadškofom Henrikom II. Virneburškim povzročilo oborožen spopad pri Euskirchnu, v katerem so Valkenburžani doživeli poraz. 23. februarja 1313 je Reinald sklenil 12-letno zavezništvo s kölnskim nadškofom. Decembra 1313 je Reinald podprl knezo-škofa Adolfa iz Marka v njegovem boju proti uporniškim družinam v Liègu (Awans in Warouška vojna).
25. novembra 1314 je bil v Aachnu proti Reinaldovim željam in s podporo Gerarda Jülichškega okronan nemški kralj Ludvik Bavarski. V zameno je bilo Jülichškemu marca 1315 ponujen šerifov urad v Aachnu, položaj, ki si ga je prej delil z Reinaldom. Reinald je zaradi tega plenil po deželi Jülich, pri čemer so ga ujeli in zaprli v gradu Nideggen. Izpustili so ga šele po plačilu visoke odkupnine. Izguba šerifovega urada v Aachnu je pomenila veliko finančno izgubo, posledično višje davke in cestnine v deželi Valkenburg. 

### Vojna proti Maastrichtu in Brabantu
Približno v istem času je Reinald sprožil upor prebivalcev Maastrichta, predvsem s pretirano visokimi cestninami, ki so škodile trgovini v Maastrichtu. Zlasti skiperji na Maasu so imeli veliko težav z Valkenburškim gradom Borgharen. Prebivalci Maastrichta so se pritožili knezo-škofu v Liègu in vojvodi Brabantskemu, njihovima gospodoma. Junija 1318 je 18-letni Janez III. Brabantski ob podpori knezo-škofa Adolfa iz Marka z veliko vojsko vdrl v deželo Valkenburg. Adolf iz Marka je s trikom uspel osvojiti grad Borgharen, medtem ko je Janez III. v kratkem času premagal Heerlen in Sittard, obe valkenburški posestvi (glej Obleganje Sittarda, 1318). Reinald je bil prisiljen skleniti premirje, kar ga je stalo tako Sittarda kot Heerlena.
Po nekaj letih relativnega miru so se leta 1322 ponovno razplamteli boji, nakar je Reinald pod pritiskom Brabanta od junija 1323 do novembra 1325 prostovoljno odšel v izgnanstvo v Leuven. Do njegove izpustitve je prišlo šele po posredovanju luksemburškega grofa Ivana Slepega, grofa Viljema III. Holandskega in Hainautskega ter knezo škofa Adolfa iz Marka in po podpisu paketa strogih pogojev. Vendar Reinald ni upošteval pogojev in boj se je nadaljeval dve leti pozneje. Tokrat je Reinald lahko računal na vojaško podporo Ivana Slepega Luksemburškega, ki je bil tudi češki kralj. Z njegovo pomočjo je Reinald junija 1327 dosegel več pomembnih zmag, 4. julija 1327 pa je prišlo do odločilne bitke pri zaselku IJzeren. V tej bitki so prebivalci Maastrichta ob podpori brabantskih čet dosegli veliko zmago. Bitke pri IJzernu so stoletja obeleževali 4. julija v maastrichtski cerkvi sv. Servacija kot praznik Triumphus Traiectensis ("Maastrichtska zmaga").
Da Valkenburžani nikakor niso bili poraženi, je razvidno iz dejstva, da je vojvoda Brabantski avgusta 1327 oblegal grad Valkenburg, med katerim je bilo samo mesto poplavljeno z zajezitvijo Geula . Šele po devetih tednih je bilo obleganje končano in začela so se mirovna pogajanja.  

### Zadnja leta
Reinald je postajal vse bolj sam. 22. aprila 1328 je njegov lastni brat Janez Valkenburški, gospod Bornski in Susterenski, napadel grad Valkenburg in porušil nekaj obzidij in stolpov. Rezultat je bilo več napadov Valkenburžanov v sosednje države. Na turnirju v Kölnu je Reinalda skoraj ubil brat vojvode Brabantskega, pri čemer so mu pomagali nekateri njegovi zaposleni. Reinald se je maščeval med drugim tako, da je dal obesiti gospoda Pietersheimskega. Janez III. Brabantski je nato marca 1329 znova oblegal grad Valkenburg. Ker je bil Reinald takrat v Monschauvu, je obrambo Valkenburga zaupal svojemu najstarejšemu sinu Walramu. Valkenburžani so proti Brabantskim uspeli zdržati enajst tednov. Po Walramovi smrti 11. maja 1329 je sledila predaja, po kateri so bile utrdbe Valkenburga in gradu popolnoma razrušene. Listina z dne 14. aprila 1330 dokazuje, da Reinald takrat ni več imel v lasti Valkenburga in da je bil takrat skrbnik Arnold Hulsberški.
Leta 1331 je Reinald ostal v Italiji z Ivanom Slepim Luksemburškim. Leta 1332 je poskušal nazaj pridobiti svoje izgubljene valkenburške posesti. Pri prošnji cesarju Ludviku Bavarskem so ga podprli Ivan Slepi Luksemburški in Filip VI. Francoski, a brez uspeha.
Po izročilu je Reinald leta 1333 umrl med obrambo svojega gradu Monschau pred Brabantom. Puščica naj bi ga zadela v trenutku, ko je snel čelado.

## Zapuščina
Spominska knjiga samostana Wenau (OkrajDüren) omenja kot datum njegove smrti 15. julij, verjetno 15. julij 1333. Lièški kronist iz 14. stoletja Jacques de Hemricourt  je Reinalda opisal kot najpogumnejšega viteza svojega časa. 

### Poroka in potomci
Reinald se je leta 1303 poročil z Marijo Boutershemski (ok. 1287 - po 1325), hčerko Henrika V. Boutershemskega in Marije Hemricourtske. Reinald in Marija naj bi imela devet otrok:   
1. Walram II. Valkenburški (ok. 1307 - 1329), neporočen
2. Ditrih IV. Valkenburški (ok. 1310 - 1346), gospod Valkenburški in Monschauski, poročen z Machteldo Voorneško (1300? - 1372)
3. Janez Valkenburški (ok. 1313 - 1352), gospod Valkenburški in Monschauski, poročen 1) z Johano Voorneško (1325 - 1349), gospo iz Bergen op Zoom, 2) z Marino Herpensko
4. Filipa (okoli 1315 - ?), poročena leta 1352 s Henrijem Flanderskim
5. Beatris Valkenburška (ok. 1316 - 1354), poročena z Dirkom III. Brederodskim (ok. 1315 - 1377)
6. Marija (ok. 1317 - ?), poročena leta 1326 z Everhardom Tomberškim
7. Margareta (ok. 1318 - pred 1364), poročena 1334 s Hartradom Schöneckenskim, 1346 z Burhardom Vinstingenskim
8. Elizabeta (ok. 1320)
9. Reinier (ok. 1322 - 1342), neporočen, omenjen kot poveljnik poveljstva Sint-Pieters-Voeren